# Країна супергероїв. Дякуємо медикам! (монета)
Країна супергероїв. Дякуємо медикам! — пам'ятна монета Національного банку України, присвячена українським медичним працівникам. Введена в обіг 26 липня 2024 року.
Монета входить до серії «Безсмертна моя Україно» (відеоперезентація). Під час презентації монети Голова НБУ та генеральний директор НДСЛ «Охматдит» вручили перші пам'ятні монети працівникам Охматдиту.

## Опис та характеристики монети
| Номінал грн. | Метал      | Маса, грам | Діаметр, мм. | Якість виготовлення       | Гурт     | Тираж, штук |
| ------------ | ---------- | ---------- | ------------ | ------------------------- | -------- | ----------- |
| 5            | нейзильбер | 16.54      | 35,0         | спеціальний анциркулейтед | рифлений | 50 000      |

### Аверс
На аверсі монети розміщено стилізовану смужку бинта, на якій проступила кров у формі абрису території України, як символ незагоєної рани в серці кожного українця. Угорі на дзеркальному тлі викарбувано напис «УКРАЇНА», праворуч від напису розташований малий Державний Герб України. Під бинтом унизу праворуч — номінал монети «5», графічний знак гривні та рік карбування монети «2024», унизу ліворуч — знак Банкнотно-монетного двору Національного банку України.

### Реверс
На реверсі монети в центрі композиції змодельовано смужки бинта, що перетинаються. Вони ніби ізолюють рану, накриту рукою лікаря, яка немов зцілює і тамує біль. Це символізує самовідданість та професіоналізм медичних працівників, які борються за життя людей у найскладніших обставинах.

## Автори
- Художник — Таран Володимир, Харук Олександр, Харук Сергій.
- Скульптор — Атаманчук Володимир.[3]

## Вартість
Під час введення монети в обіг 2024 року, Національний банк України реалізовував монету за ціною 257 гривень.
Фактична приблизна вартість монети, з роками змінювалася так
| Рік        | 2025 | 2026 | 2027 |
| ---------- | ---- | ---- | ---- |
| Ціна, грн. | 370  |      |      |